# Ney Leprevost
Ney Leprevost Neto (Curitiba, 26 de outubro de 1973) é um jornalista, administrador e político brasileiro, filiado ao União Brasil.

## Biografia
De origem multiétnica, é filho da professora Jussara e do advogado Luiz Antonio Leprevost, neto de Ney Leprevost, que foi prefeito de Curitiba, deputado estadual e procurador-geral do estado do Paraná. É casado com Carina Zanier.

### Vida acadêmica e profissional
Aos 13 anos de idade Ney iniciou sua carreira profissional como comentarista esportivo, a convite do jornalista Carneiro Neto, atuando na Rádio Globo e na Rádio Difusora. Ney iniciou o curso de direito, mas acabou se formando em administração de empresas.

## Carreira política
Iniciou sua vida pública elegendo-se vereador pelo Partido Progressista (PP) em 1996, com 22 anos, sendo naquela época o vereador mais jovem eleito para a Câmara Municipal de Curitiba. Em 1999, durante seu mandato de vereador, foi convidado pelo governador Jaime Lerner para assumir a Secretaria do Esporte e Turismo do Paraná, tornando assim o Secretário de Estado mais jovem do Brasil, com 25 anos. Permaneceu na secretaria até 2000, quando voltou a Câmara Municipal para buscar a reeleição. Acabou reeleito em 2000 e em 2004, esse pleito saiu como o mais candidato mais votado de Curitiba e do Paraná.
Em 2006, candidatou-se a uma vaga na Assembleia Legislativa do Paraná e foi eleito com 53.471 votos. Como deputado, presidiu à Comissão de Saúde da ALEP. Foi reeleito em 2010, sendo o mais votado na capital e em 2014. 
Trabalhou pela fundação do Partido Social Democrático (PSD), partido que obteve registro em 2011. Presidiu o Diretório Municipal em Curitiba e foi Secretário do Diretório Estadual no Paraná.
Em 2016, foi candidato ao executivo de Curitiba pela coligação Corrente do Bem, formada pelo PSD, PSC, PEN (atual Patriota), PSL, PTC (atual Agir), PCdoB e PPL, tendo com companheiro de chapa o médico Dr. João Guilherme de Moraes (PSC). No primeiro turno obteve mais de 219 mil votos (23,66% dos votos válidos), ficando atrás apenas do candidato Rafael Greca (PMN) e a frente do prefeito Gustavo Fruet (PDT), que buscava a reeleição. Com esse resultado levou a disputa para o segundo turno contra Greca. Na votação do segundo turno, Greca foi eleito prefeito com mais de 461 mil votos, enquanto que Leprevost obteve cerca de 405 mil.
Em 2018, foi eleito Deputado Federal pelo Estado do Paraná com 92.399 votos.  Foi confirmado secretário da Justiça, Família e Trabalho do Paraná, no governo Ratinho Junior. Assumirá a pasta em fevereiro de 2019, se licenciando do mandato na Câmara dos Deputados. Deixou a Secretaria em junho de 2020 para ser candidato à prefeitura de Curitiba.
Em 2024, foi um dos 13 parlamentares que votaram contra o projeto do governador Ratinho Júnior que privatiza a gestão das escolas públicas do Paraná.
Na eleição municipal de Curitiba em 2024, conccorreu para a prefeitura de Curitiba.

## Desempenho eleitoral
| Ano  | Eleição                       | Partido | Candidato a       | Votos       | %                 | Resultado  | Ref    |
| ---- | ----------------------------- | ------- | ----------------- | ----------- | ----------------- | ---------- | ------ |
| 1996 | Eleição municipal de Curitiba | PP      | Vereador          | ?           | ?                 | Eleito     |        |
| 2000 | Eleição municipal de Curitiba | PP      | Vereador          | ?           | ?                 | Eleito     |        |
| 2004 | Eleição municipal de Curitiba | PP      | Vereador          | 18.582      | 2,02%             | Eleito     | [ 19 ] |
| 2006 | Eleições Estaduais no Paraná  | PP      | Deputado estadual | 53.471      | 1%                | Eleito     | [ 20 ] |
| 2010 | Eleições Estaduais no Paraná  | PP      | Deputado estadual | 79.760      | 1,54%             | Eleito     | [ 21 ] |
| 2014 | Eleições estaduais no Paraná  | PSD     | Deputado estadual | 71.470      | 1,24%             | Eleito     | [ 22 ] |
| 2016 | Eleição municipal de Curitiba | PSD     | Prefeito          | 219.727     | 23,66% (1° turno) | Não Eleito | [ 23 ] |
| 2016 | Eleição municipal de Curitiba | PSD     | Prefeito          | 405.315     | 46,75% (2° turno) | Não Eleito | [ 23 ] |
| 2018 | Eleições estaduais no Paraná  | PSD     | Deputado federal  | 92.399      | 1,61%             | Eleito     | [ 24 ] |
| 2022 | Eleições estaduais no Paraná  | UNIÃO   | Deputado estadual | 76.592      | 1,26%             | Eleito     | [ 25 ] |
| 2024 | Eleição municipal de Curitiba | UNIÃO   | Prefeito          | 60.675 (4°) | 6,49%             | Não Eleito | [ 26 ] |